# Anders Hylander
Anders Hylander (Östad, 6 novembre 1883 – Stoccolma, 10 febbraio 1967) è stato un ginnasta svedese.

## Palmarès

### Olimpiadi
- 1 medaglia:
  - 1 oro (Stoccolma 1912 nel concorso svedese a squadre)